# Пчёлин, Владимир Николаевич
Владимир Николаевич Пчёлин (1869—1941) — русский и советский художник и график.
Писал жанровые картины и пейзажи. После 1917 года разрабатывал революционную тематику. В 1926 году был удостоен звания заслуженного художника РСФСР, а в 1934 году — заслуженного деятеля искусств РСФСР.

## Биография
Родился 1 июля 1869 года в Киеве. Его отец был землемером. Мать Владимира Николаевича принадлежала к роду художников Тырановых; Владимир — внучатый племянник художника А. В. Тыранова, что во многом определило судьбу живописца.
Художественное образование получил в Московском училище живописи, ваяния и зодчества, которое окончил в звании классного художника. Здесь его преподавателями были Е. С. Сорокин, И. М. Прянишников, В. Е. Маковский, А. Е. Архипов, Н. А. Касаткин. В 1891—1892 годах за рисунок с натуры награждён малой серебряной медалью; в 1895 за картину «Проигрался» получил звание классного художника. Затем некоторое время Пчелин обучался в Императорской Академии художеств в мастерской И. Е. Репина.
Экспонент Товарищества передвижных художественных выставок.
Октябрьская революция изменила мировоззрение художника и он стал работать в историко-революционном жанре. Советскому зрителю наиболее известными стали картины «Казнь Александра Ульянова» и «Всесоюзный колхозный съезд в гостях у Красной Армии», репродукции которых печатались в журналах и школьных учебниках.
Умер 14 января 1941 года в Москве, похоронен на Введенском кладбище (10 уч.).

### Семья
- Жена — Елизавета Васильевна, умерла в 1976 году.
- Дочь — Любовь Владимировна, умерла в 2008 году; детей у неё не было.

## Труды
Одна из первых серьёзных картин Пчелина — «Молодые у тестя» (1892) — сразу принесла ему известность и была приобретена для собрания П. М. Третьякова. В настоящее время работы Пчелина имеются также в Государственной Третьяковской галерее, Государственном Литературном музее, Дальневосточном художественном музее.